# The Big Swallow
 (juillet 2025).
Pour plus de détails, voir Fiche technique et Distribution.
The Big Swallow, ou A Photographic Contortion, est un film britannique réalisé par James Williamson et sorti en 1901.

## Synopsis
Un homme, irrité par la présence d'un photographe, l'avale.

## Fiche technique
- Titre original : The Big Swallow
- Réalisation : James Williamson
- Photographie : James Williamson
- Société de production : Williamson Kinematograph Company
- Pays d'origine :  Royaume-Uni
- Format : noir et blanc - 35 mm - 1,33:1 - Film muet
- Genre : comédie
- Durée : 1 min 8 s
- Date de sortie : 15 octobre 1901

## Distribution
- Sam Dalton

## Autour du film
Selon Michael Brooke de Screenonline (en), « il s'agit d'un des plus importants premiers films britanniques en ce qu'il est l'un des premiers à exploiter le contraste entre l'œil de la caméra et celui du public qui regarde le film ».